# Hengerer's
The William Hengerer Company, vaak aangeduid als Hengerer's, was een warenhuisketen uit Buffalo, hoofdstad van de Amerikaanse staat New York, met winkels die zich uitsluitend in de westelijke regio van die staat bevonden.

## Geschiedenis
Het bedrijf werd in 1867 opgericht als J.C. Barnes & Co. en was gevestigd op 259 Main Street. Nadat James K. Bancroft partner werd wijzigde de naam in 1869 in Barnes & Bancroft. In 1873 werd William Hengerer als partner toegelaten en werd het bedrijf bekend als Barnes, Bancroft & Co.
Samen met andere warenhuizen in Buffalo, waaronder AM&A's, Flint and Kent, en de Sweeney Company, was Hengerer zeer succesvol in de jaren 1880 en 1890. De warenhuizen boden kooklessen, schoonheidssalons en restaurants aan en introduceerden was- en naaimachines, stofzuigers en koelboxen voor het grote publiek.
In 1889 werd Hengerer's nieuwe warenhuis gebouwd op 268 Main Street naar een ontwerp van Cyrus K. Porter. Het ontwerp combineerde baksteen met versieringen van Medina zandsteen. In 1903 werd een nieuwe winkel gebouwd en in 1907 pochte Hengerer's het grootste warenhuis tussen de steden New York en Chicago te zijn.
Wm. Hengerer Co. was een van de oprichters van de Associated Dry Goods Corporation in 1916.
De warenhuisketen werd  in 1981 samengevoegd met de Sibley-warenhuizen van Associated Dry Goods Corporation. De winkel op 465 Main Street in het centrum van Buffalo, die als het boegbeeld van Hengerer's gold, werd in 1987 gesloten.